# Marek Plura
Marek Mirosław Plura (ur. 18 lipca 1970 w Raciborzu, zm. 20 stycznia 2023 w Katowicach) – polski polityk, psychoterapeuta i działacz społeczny, poseł na Sejm VI i VII kadencji, poseł do Parlamentu Europejskiego VIII kadencji, senator X kadencji.

## Życiorys
Do 1991 mieszkał w Raciborzu, a następnie w Ośrodku dla Osób Niepełnosprawnych „Miłosierdzie Boże” w Borowej Wsi. Ukończył studia pedagogiczne w Wyższej Szkole Filozoficzno-Pedagogicznej „Ignatianum” w Krakowie, a także studia podyplomowe z zakresu psychoterapii na Uniwersytecie Śląskim w Katowicach. Pracował w Ośrodku Pomocy Kryzysowej Stowarzyszenia na rzecz Niepełnosprawnych SPES jako pracownik socjalny oraz w Ośrodku Rewalidacyjnym „Akcent” jako pedagog.
Był założycielem Stowarzyszenia „Dobry Dom” i prezesem Śląskiego Stowarzyszenia Edukacji i Rehabilitacji Osób Niepełnosprawnych „Akcent”, a także przewodniczącym rady programowej Działu Integracyjno-Biblioterapeutycznego Biblioteki Śląskiej. Pełnił funkcję wicedyrektora Very Special Arts Poland. W 2002 zainicjował Konkurs Lady D. promujący niepełnosprawne kobiety aktywne w różnych dziedzinach życia. Działał w Europejskim Parlamencie Osób Niepełnosprawnych.
W wyborach parlamentarnych w 2005 bezskutecznie kandydował do Sejmu, uzyskując 2707 głosów. Rok później został wybrany do Rady Miasta Katowice. W wyborach parlamentarnych 2007, startując z listy Platformy Obywatelskiej w okręgu katowickim, został wybrany na posła z wynikiem 10 528 głosów. W 2011 z powodzeniem ubiegał się o reelekcję otrzymując 22 795 głosów. W Sejmie był członkiem Komisji Polityki Społecznej i Rodziny oraz Komisji Mniejszości Narodowych i Etnicznych. Przewodniczył Podkomisji stałej ds. osób niepełnosprawnych, Parlamentarnemu Zespołowi ds. Osób Niepełnosprawnych i Parlamentarnemu Zespołowi ds. Piastówanio Ślónskij Godki. Był sprawozdawcą m.in. ustawy o języku migowym oraz o równouprawnieniu osób niepełnosprawnych.
W wyborach europejskich w 2014 uzyskał mandat posła do Parlamentu Europejskiego VIII kadencji. Został członkiem frakcji Europejskiej Partii Ludowej, Komisji Zatrudnienia i Spraw Socjalnych oraz Komisji Transportu i Turystyki. W 2019 nie uzyskał reelekcji na kolejną kadencję. W wyborach krajowych w tym samym roku został wybrany w skład Senatu X kadencji. Kandydował z ramienia Koalicji Obywatelskiej w okręgu nr 80, otrzymując 92 332 głosy.
Wspierał starania o uznanie Ślązaków za mniejszość etniczną. Dwukrotnie był autorem poselskich projektów ustaw uznających etnolekt śląski za język regionalny, których Sejm nie uchwalił. Należał do Związku Górnośląskiego i Stowarzyszenia Osób Narodowości Śląskiej. Był inicjatorem Dnia Śląskiej Flagi.
Został pochowany na cmentarzu przy ul. Henryka Sienkiewicza w Katowicach.

## Życie prywatne
Syn Teodora i Heleny. Od urodzenia chorował na zanik mięśni. Poruszał się na wózku elektrycznym. Był żonaty, miał córkę i syna. Mieszkał w Katowicach.

## Odznaczenia i wyróżnienia
- Krzyż Oficerski Orderu Odrodzenia Polski (2023, pośmiertnie)[23][24]
- Order Uśmiechu (2012)[25]
- Nagroda im. Karola Miarki (2004)[26]
- Wyróżnienie w konkursie „Człowiek bez barier” (2004)[27]
- „Lodołamacz Specjalny” w edycji regionalnej konkursu Polskiej Organizacji Pracodawców Osób Niepełnosprawnych (2011)[28]